# Еввул
Св. Еввул (Эввул, Эвбул) — святой Римско-католической и греко-католической (униатской) церкви, один из римских христиан, живших в первом веке н. э., бывших близкими к апостолу Павлу во время его последнего тюремного заключения в Риме.  
Упомянут в Библии, в Новом Завете: от его имени апостол посылает приветствие к Тимофею во Втором послании к Тимофею  (2Тим. 4:21). Тем не менее, не входит в число «Апостолов от Семидесяти» и отсутствует в святцах Русской православной церкви. В Католической церкви память святого Еввула (Эвбула) отмечается 7 марта (н. ст. в Римско-католической церкви) и 7 марта (ст. ст.)  / 20 марта (н. ст.)  в Греко-католической церкви. 
Не следует путать с мучеником Еввулом Ванейским, Кесарийским (Палестинским), ум. ок. 308—309 гг., празднуемым 3 (16) февраля.